# Shareware
Shareware – rodzaj oprogramowania zamkniętego, które jest bezpłatnie rozpowszechniane i którego kopiami wolno się dzielić, jednak korzystanie z jego pełnej funkcjonalności wymaga wniesienia określonych opłat po pewnym okresie użytkowania lub zakupu licencji.

## Rodzaje modeli licencjonowaniaShareware
Oprogramowanie typu shareware może być udostępniane w oparciu o kilka różnych modeli licencjonowania, których cechą wspólną jest jednak skłonienie użytkownika do wniesienia opłaty za jego użytkowanie w różnorodny sposób:
Adware
oprogramowanie, którego użytkowanie wymaga wyrażenia zgody na emisję reklam lub wykupienie pełnej licencji, aby wyłączyć reklamy.
Demoware
oprogramowanie dystrybuowane w wersji umożliwiającej zapoznanie się z nim bez wnoszenia opłat, jednak nie w pełni funkcjonalne; dzieli się je dalej na:
- crippleware – mające tak znaczące ograniczenia funkcjonalności, że jest praktycznie bezużyteczne, ale umożliwia zapoznanie się z jego interfejsem i podstawowymi funkcjami; włączenie pełnej funkcjonalności wymaga wykupienie pełnej licencji
- trialware – mające pełną lub prawie pełną funkcjonalność, ale ograniczoną czasowo lub co do liczby uruchomień; po okresie testowym – o ile użytkownik nie wykupi pełnej licencji oprogramowanie – przechodzi w tryb crippleware, freemium, jest blokowane całkowicie lub zostaje automatycznie odinstalowane

Donationware
oprogramowanie, które można używać swobodnie bezpłatne, ale które prosi w momencie instalacji, aktualizacji lub okresowo emituje prośby o wniesienie dobrowolnego datku dla twórców oprogramowania lub na określony cel społeczny
Nagware
oprogramowanie, które okresowo lub przy każdym uruchomieniu wymusza wniesienie opłaty za użytkowanie za pomocą częstej emisji uciążliwych ponagleń; wniesienie opłaty wyłącza emisję ponagleń na czas, na jaki użytkownik wykupuje licencję
Freemium
oprogramowanie, które oferuje pewien bezpłatny zakres użyteczności na czas nieokreślony, natomiast dostęp do części funkcji bardziej zaawansowanych wymaga wykupienia pełnej licencji.